# Бартники (Пшасниський повіт)
Бартники (пол. Bartniki) — село в Польщі, у гміні Пшасниш Пшасниського повіту Мазовецького воєводства.
Населення — 455 осіб (2011).
У 1975-1998 роках село належало до Остроленцького воєводства.

## Демографія
Демографічна структура станом на 31 березня 2011 року:
|          | Загалом | Допрацездатний вік | Працездатний вік | Постпрацездатний вік |
| -------- | ------- | ------------------ | ---------------- | -------------------- |
| Чоловіки | 236     | 43                 | 167              | 26                   |
| Жінки    | 219     | 49                 | 125              | 45                   |
| Разом    | 455     | 92                 | 292              | 71                   |